# FC 폴리테흐니카 이아시
FC 폴리테흐니카 이아시(루마니아어: Fotball Club Municipal Politehnica Iași)는 이아시를 연고로 하는 루마니아의 축구 클럽이다. 2010년 ACSMU 폴리테흐니카 이아시라는 명칭으로 창단되었다. 공식적으로 ACSMU 폴리테흐니카 이아시로 등록되어 있지만 파산으로 해체한 전신 클럽인 FC 폴리테흐니카 이아시의 로고와 명명권을 2018년에 되찾으면서 이 이름을 사용하고 있다. 현재 리가 I에 속해 있다.

## 역사

### 창단
2010년 8월, CSO 트리콜로룰 브레아자가 나보비 이아시와 합쳐지며 ACSMU 폴리테흐니카 이아시가 되었다. 리가 II에 있던 클럽의 목표는 상위 리그로 복귀하는 것이었다. 2011년 여름, 클럽은 클루브 스포르티브 무니치팔 스투덴체스크 이아시 (Clubul Sportiv Municipal Studenţesc Iași) 혹은 CSMS 이아시(CSMS Iași)로 명칭을 바꾸었다.

## 성적

### 리그 기록
| 시즌    | 리그    | 단계 | 순위 | 비고 | 쿠파 로므니에이 |
| ------- | ------- | ---- | ---- | ---- | --------------- |
| 2023–24 | 리가 I  | 1    |      |      |                 |
| 2022–23 | 리가 II | 2    | 1위  | 승격 | 플레이오프      |
| 2021–22 | 리가 II | 2    | 12위 |      | 32강            |
| 2020–21 | 리가 I  | 1    | 16위 | 강등 | 16강            |
| 2019–20 | 리가 I  | 1    | 12위 |      | 4강             |
| 2018–19 | 리가 I  | 1    | 10위 |      | 16강            |
| 2017–18 | 리가 I  | 1    | 6위  |      | 8강             |

| 시즌    | 리그    | 단계 | 순위 | 비고 | 쿠파 로므니에이 |
| ------- | ------- | ---- | ---- | ---- | --------------- |
| 2016–17 | 리가 I  | 1    | 7위  |      | 16강            |
| 2015–16 | 리가 I  | 1    | 7위  |      | 8강             |
| 2014–15 | 리가 I  | 1    | 10위 |      | 16강            |
| 2013–14 | 리가 II | 2    | 1위  | 승격 | 5R              |
| 2012–13 | 리가 I  | 1    | 17위 | 강등 | 32강            |
| 2011–12 | 리가 II | 2    | 1위  | 승격 | 4R              |
| 2010–11 | 리가 II | 2    | 6위  |      | 4R              |

### 유럽대항전 기록
| 시즌    | 대회            | 라운드   | 상대팀            | 홈  | 어웨이 | 합계 |
| ------- | --------------- | -------- | ----------------- | --- | ------ | ---- |
| 2016–17 | UEFA 유로파리그 | 2차 예선 | 하이두크 스플리트 | 2–2 | 1–2    | 3–4  |

## 선수 명단

### 현역
- 로베르트 이온(2022 ~ )
- 알린 로만(2022 ~ )
- 니콜라스 사마요아(2023 ~ )
- 셰언 해리슨(2022 ~ )

## 역대 감독
| 감독              | 임기 |
| ----------------- | ---- |
| 미르체아 레드니크 | 2020 |